# Cao de Castro Laboreiro
Cao de Castro Laboreiro je psí plemeno původem z Portugalska z okolí města Castro Laboreiro. Také se jedná o jedno z nejstarších plemen z Iberského poloostrova.

## Historie

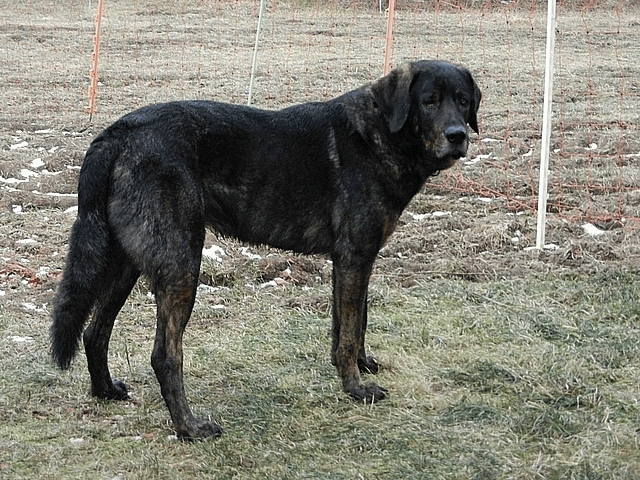

Jakožto nejstarší plemeno Iberského poloostrova, není tedy jeho původ znám. První písemné informace o něm se objevili až v 16. století, v okolí města Castro Laboreiro, podle kterého je toto plemeno pojmenované. Lehce připomíná mastifa, který je dle neověřených informací považován za vzdáleného předka tohoto plemene.
Vyšlechtěni byli nejspíše neúmyslně, protože o křížení nejsou žádné dokumenty. Později se ale začalo využívat jako hlídač a honácký pes, který chrání stáda skotu nebo ovcí před vlky a medvědy. Dnes se využívají i v dalších bezpečnostních složkách - u policie a záchranářů.

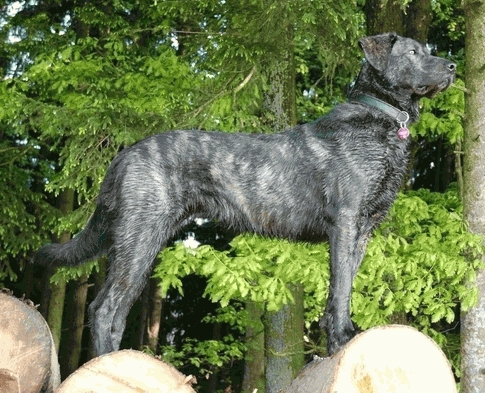
Výstavní postoj vlkošedého jedince

### Chov plemene v Česku
První jedinci plemene byli do České republiky přivezeni teprve v roce 2011, byla to fenka Aanna a přivezl si ji chovatel mopsů Otakar Konečný, vlastnící chovatelskou stanici Otakon Archivováno 21. 8. 2014 na Wayback Machine.. Další jedinec plemene přijel v lednu roku 2012 a to pes Czar. Další fena přiletěla do Česka až v říjnu 2012, fenka Troia. Na podzim 2014 chovatel plánoval první vrh štěňat, ten se ale neuskutečnil.

## Vzhled
Je to velký a molossoidní pes téměř obdélníkovitého formátu, s hustou a přiléhající srstí, která dobře kryje proti zimám v horských podmínkách a vodě. Má i podsadu. Srst pokrývá celé tělo a nevytváří na krku límec ani praporek na ocasu. Tělo je těžší konstrukce.
Hlava je vyvážená, jemných linií. Kůže na hlavě je bez vrásnění. Je delší. Stop není dobře viditelný ani vyznačený. Čelisti mají nůžkovitý skus. Uši jsou krátké, suché a osrstěné. V klidu přiléhají k lícím, ale při nastražení nejsou úplně přilehlé, také vysoko nasazené. Oči jsou mandlovitého tvaru, tmavě hnědé a mají výraz poněkud "přísný".
Krk je dobře nasazený, rovný, osvalený a dobře osrstěný. Srst na něm nevytváří límec. Hřbet je rovný, taktéž osvalený a dlouhý. Úplně bez laloku. Ocas je nekupírovaný, dlouhý a zahnutý do šavle. Při akci by neměl být nesen nad hřbetem. Ocas nad hřbetní linií je nepřípustný.
Nohy jsou dlouhé, osvalené, nesmí být do "O". Tlapy kulaté, skoro kočičí s tmavými drápky.

## Povaha
Bystrý, inteligentní a neúplatný pes se sklony hlídat majetek rodiny i svůj. S ostatními zvířaty nemá dobrý vztah, proto potřebuje od nízkého věku socializovat, aby u něj později nenastaly problémy s agresivitou. Potyčky nevyvolává, ale nenechá si líbit povyšování a útoky dominantních jedinců a je schopný je rázně uzemnit, proto není dobré chovat na jednom pozemku dva samce.
Děti je schopný tolerovat, ale měli by být seznámené s tím, co smí a nesmí. Ani od nich si nenechá líbit některé věci - sahání do uši, píchání do očí a jiné dětské hrátky musí být tabu, pokud má být vztah mezi nimi dobrý.
Také je tvrdohlavý, ale pokud majitel ví jak na to, velmi rychle se vycvičí a povely si pamatuje dlouho — má výbornou paměť, a stejně jako povely si dokáže zapamatovat i špatné zkušenosti s některými vnějšími podněty (automobily, MHD, vlaky, dětské kočáry...). Převýchova je velmi složitá. Potřebuje pevné vedení a výcvik je nutností.
Má i honácké vlohy.

## Péče
Vycházky a volný pohyb vyžaduje, bez něj se může stát nervózní, ale i agresivní. Veškerý pohyb je pro něj příjemný, má rád plavání, běhání při kole, cestování... Hodí se proto i pro psí sporty, jako je agility nebo flyball.
Výcvik i výchova jsou nutností. Potřebuje pevné vedení, ale zároveň nesmí být moc bit, aby si nevytvořil obrannou pasivní reakci. Je i čistotný a nebývá u něj problém s čistotností v domě.
Nejlépe mu je na zahradě, která mu dopřeje mnoho volného prostoru, v domě nebo bytě se cítí špatně, protože zde nemá tolik pohybu.